# ワーキング・クラシカル
『ワーキング・クラシカル』（Paul McCartney's Working Classical）は、1999年に発表されたポール・マッカートニーによるアルバム。

## 概要
1998年に乳癌のため他界した妻リンダのために捧げられたアルバム。それまでの作品の中から、リンダに向けて書かれた曲がクラシック・アレンジで収録され、書き下ろしの小品5曲も収められている。演奏は2、5、6がロンドン交響楽団によるオーケストラ演奏、その他の曲はアメリカのローマー・マー・カルテットによる弦楽四重奏である。

## 収録曲
1. ジャンク "Junk" – 2:49
2. ア・リーフ "A Leaf" – 11:08
3. ヘイメイカーズ "Haymakers" – 3:33
4. ミッドワイフ "Midwife" – 3:34
5. スパイラル "Spiral" – 10:02
6. やさしい気持 "Warm And Beautiful" – 2:31
7. マイ・ラヴ "My Love" – 3:48
8. 恋することのもどかしさ "Maybe I'm Amazed" – 2:04
9. カリコ・スカイズ "Calico Skies" – 1:52
10. ゴールデン・アース・ガール "Golden Earth Girl" – 1:57
11. サムデイズ "Somedays" – 3:05
12. チューズデイ "Tuesday" – 12:27
13. 僕のベイビー "She's My Baby" – 1:47
14. ラヴリー・リンダ "The Lovely Linda" – 0:56